# Internet Engineering Task Force
The Internet Engineering Task Force（頭字語：IETF、インターネット技術特別調査委員会）は、インターネット、わけてもインターネット・プロトコル・スイート（TCP/IP）の技術面に関するNPOで標準化団体である。
アメリカ合衆国連邦政府の支援のもと活動を開始した。1993年以降は国際的な会員制の非営利組織であるインターネットソサエティの支援のもと、その標準化開発部門として活動している。ボランティアで運営を担う要員の経費は、一般にそれぞれの職業上の雇用主もしくは助成団体など後援者から受けている。

## 団体の構成
この団体はそれぞれ固有の主題ごとに、多数のワーキンググループ（作業部会（英語））と同好の士が集まるくだけた雰囲気の協議グループで構成される。どのタスクに取り組むか、主にそれらのグループからボトムアップで提言する方式を用いて活動する。グループ単位で座長ないし数名の共同座長を置き、グループの活動の趣旨ならびに期待される成果と達成時期を憲章にまとめている。
会員に参加要件や資格審査、年会費などはなく、メーリングリストに登録するか、団体主催の会議に出席して活動に参加する。会議参加費は2014年7月時点で1名650ドル、2018年半ばに全日程参加は一般875ドル（早期割引で700ドル）、1日券375ドル、学生150ドルであった。
会議では、最終的に何か決定を下さなければならない場合にハミングによる表決（ラフコンセンサス）を取るという特徴があり、票決は行わない。またほとんどの作業はメーリングリストを介して実施され、会議への出席は任意である。メーリングリストを介した作業も具体的な目標単位で組まれるため、達成するとワーキンググループを解散するか、憲章を更新して新しいタスクへ移行する。
取り組む主題はそれぞれのグループ内で協議し、主題を「エリア」と呼び互選の管理者（AD＝area director）を置く体制で、ほとんどのグループは共同管理者2名で進行している。ADはそのグループの代表を推薦し、ADとIETFチェアが構成する「インターネット開発運営グループ IESG（英語）」が団体全体の運営に責任を負う。2014年時点に扱った主題は、アプリケーション、全般（General）、インターネット、オペレーションと管理、リアルタイム・アプリケーションとその基盤、ルーティング、セキュリティ、トランスポートにわたった。
外部機関ならびにRFC編集者とIETFの交渉はインターネットアーキテクチャ委員会（IAB）が監督し、インターネット開発の長期的な技術の方向性を決める。またIETFにロジスティクス他のサポートを提供する部門を「IETF経営サポート活動」（IETF Administrative Support Activity＝IASA）（英語）といい、IABと「IETFオーバーサイト委員会」（IETF Administrative Oversight Committee＝IAOC）はその監督を担う。IABはさらにIETFがさまざまな企画で連携するプロジェクト特化型のInternet Research Task Force（IRTF）運営にも参画する。
ここに列挙したIESG、IAB、IAOCは、その役職の任命と再任、罷免を#推薦委員会（NomCom）に委任し、同委員会は、IETF会員10名と委員長1名で成り立つ。同委員はIETF会議の常連のボランティアから選ぶ。これまでNomCom裁定の罷免は発生していないものの、辞任に伴う再選は何度かあった。
IETFが政府管掌を離れた1993年以降、その活動の予算ならびに法律上の枠組みはインターネットソサエティから供与を受け、IETFとその姉妹組織のIAB、IRTFは存続してきた。IETFの活動資金には同ソサエティがIETF企業会員として参加費を支弁し、会議参加費と会議のスポンサー収入を組み入れるほか、公益団体としてen:Public Interest Registry（インターネットソサエティの傘下）から補助金を受給している。
2005年12月に設立したIETF評議会は、当団体が著作権を保有する著作物の管理を担当する。

### 運営委員会
インターネット開発運営グループ（IESG）を構成するIETFのエリア管理者とチェアパーソンは、インターネット標準の技術査定の最終判断を下し、IETFの日常管理の責任を負う。ワーキンググループから提言される決議要請を諮り、解説文書を標準のトラック（英語）に加筆するかどうか裁定する。
IESG委員長はIETFチェアパーソンを兼務し、前述のエリアのうち「全般」に属する。次のエリアはADを2名ずつ、この委員会に送り出す。
- アプリケーション（app）
- インターネット（int）
- オペレーション & ネットワーク管理（ops）
- ルーティング（rtg）
- リアルタイム・アプリと基盤（rai）
- セキュリティ（sec）
- トランスポートとサービス（tsv）– 「トランスポート」という略称が通例。

姉妹組織との窓口となる連絡員（リエゾン）と、兼務者として次の役割を設ける。
- IETF事務局長
- インターネットアーキテクチャ委員会（IAB）チェアパーソン
- IABの指名した連絡員
- インターネット番号割当機関Internet Assigned Numbers Authority＝IANAの連絡員
- RFC編集者の連絡員

## 歴代の要職
チェアパーソンは推薦委員会によって選ばれ、任期2年で再選を認める。1993年に政府管掌を離れるまでは代表はIABが指名していた
以下の人々が代表を務めている。
- マイク・コリガン Mike Corrigan（1986年）
- フィル・グロス Phill Gross（1986年–1994年）
- ポール・モッカペトリス（英語）（1994年–1996年）
- フレッド・ベーカー（英語）（1996年–2001年）
- ハロルド・T・オルヴェストランド（英語）（2001年–2005年）
- ブライアン・カーペンター（英語）（2005–2007年）
- ラス・ハウスリー Russ Housley（2007年–2013年）
- ジャリ・アルコ Jari Arkko（2013年–2017年）
- アリッサ・クーパー Alissa Cooper[16]（2017年–2021年）
- ラース・エッガート（2021年）–現職2021年9月時点

## 主な出版物
機関誌
- Internet Engineering Task Force. IETF Request for Comments（RFC) Pages - TEST. ISSN 2070-1721, OCLC 943595667.

- Internet Engineering Task Force ; Corporation for National Research Initiatives. Proceedings of the ... Internet Engineering Task Force. バージニア州レストン : en:Corporation for National Research Initiatives, 1986. OCLC 714735724. 発足前の会議録。オンライン版は検索のみ可能。
- Internet Engineering Task Force ; Internet Society. IETF journal. バージニア州レストン : 2005-[2017]（ジャーナル）ドイツの大学図書館Universitätsbibliothek Regensburg蔵書あり。

## 脚註

### 団体
- インターネットソサエティ
- IANA
- IAB
- IESG
- IRTF
- W3C - World Wide Web関連はIETFとは別にW3Cが標準化を行う。

## 関連資料
本文の典拠以外の資料。発行順。
- Internet governance, including : history of the internet, ICANN, Internet Engineering Task Force, top-level domain, Internet Assigned Numbers Authority, InterNIC, domain name registry, information society, internet engineering steering group, Nominet UK. Hephaestus Books, 20--. ISBN 9781243199409、NCID BB14880162。
- 新藤 忠、青山 進、勝又 武敏「神奈川県企業技術情報データベース（K-ITEF)」『神奈川県工業試験所研究報告』第60巻、神奈川県工業試験所、1989年、9-14頁。ISSN 0451-3169、NAID 40000508563。
- Recorded Resources Corporation. NN '91. メインランド州クロフトン : Recorded Resources Corp., 1991.（カセットテープ）
- Deering, Steven Edward ; Mudge, Craig;  University Video Commucations. IPv6, the new internet protocol. カリフォルニア州スタンフォード : University Video Communications, ©1996。協賛企業：Xerox PARC。シリーズ名〈Faculty of Social Sciences distinguished lecture series., 14. : Leaders in computer science and electrical engineering.〉（VHSテープ 視覚資料）OCLC 38944084。1996年11月1日録画。
- Information systems security : Electronic commerce, internet engineering task force, internet legal issues, viruses. ニューヨーク州NY : Auerbach, 1997-, ISSN 1065-898X, OCLC 649604464（ジャーナル）
- Oram, Andrew ; Viega, John. "15 1.3.6 The Internet Engineering Task Force（IETF)". Beautiful security. O'Reilly（Theory in practice), 2009. ISBN 9780596527488, NCID BB10071505.
- "Recht en computer（Recht en Praktijk nr. ICT4)", 1.7.2. Internet Engineering Task Force（IETF).（デンマーク語） Deventer : Kluwer, 2014-01-06.OCLC 5529916244
- Penttinen, Jyrki T. J. Wireless communications security : solutions for the internet of things. Wiley, 2017. ISBN 9781119084396, NCID BB25648741.
- Tsiatsis, Vlasios. Internet of things : technologies and applications for a new age of intelligence. 2nd ed, Academic Press, an imprint of Elsevier, 2019. ISBN 9780128144350, NCID BB27829463.